# Honda CBF 500
Die CBF 500 ist ein Naked-Bike des japanischen Herstellers Honda.

## Technik
Der flüssigkeitsgekühlte Reihenmotor hat zwei Zylinder und einen Hubraum von 499 cm³. Die Standardversion verfügt über je eine Scheibenbremse vorne und hinten – optional ist auch ein Antiblockiersystem erhältlich. Da der ungeregelte Katalysator nur die Abgasnorm Euro-2, nicht aber die Euro-3-Norm erfüllt, kann das Motorrad in der Europäischen Union seit dem 1. Januar 2008 nicht mehr neu zugelassen werden.
Der Viertakt-Twin-Motor der CBF 500 mit Vierventiltechnik und kontaktloser Thyristorzündung entwickelt auch im unteren Drehzahlbereich ausreichend Drehmoment. Zum Massenausgleich arbeiten die beiden Kolben gegenläufig, die sich daraus ergebenden Massenmomente werden durch eine vor der Kurbelwelle angeordnete und in Gegenrichtung dazu drehende Ausgleichswelle verringert. Durch den 180°-Versatz ist die Zündfolge unregelmäßig (180° und 540°), was dem Motor einen kernigen Klang verleiht.
Fahrbereit wiegt das Motorrad knapp 210 kg. Der spurstabile Mono-Backbone-Rahmen stammt ursprünglich von der Hornet, die Sitzbank ist relativ breit und eignet sich auch für längere Touren.
Entwicklungsgeschichtlich basiert die CBF 500 auf der Honda CB 450 aus den 1960er-Jahren, dem so genannten „Black Bomber“. Dieses Motorrad hatte mit 43 PS soviel Leistung, wie die damals bekannten schweren Maschinen von BMW, Norton oder BSA. Ansonsten ist die CBF500 das Nachfolgemodell der Honda CB 500.